# Nils Gustafson
Nils Vilhelm Gustafson (fin. Nils Wilhelm Gustafsson; 10. maj 1942, Vanta, Finska) je bio jedini koji je preživeo bodomska ubistva, u Finskoj, 1960.
Gustafson je bio vozač autobusa i mirno je živeo do 2004, kada je osumnjičen za ubistva i uhapšen. Godine 2005, istražioci su izvršili novu analizu krvnih otisaka. Suđenje je počelo 4. avgusta 2005, a Gustafsonova kazna je mogla biti smrtna, zbog tri ubistva. Verovalo se da će novi dokazi utvrditi da je Gustafson kriv ali to sud nije mogao utvrditi. Dana 7. oktobra 2005. Gustafson je bio oslobođen svih optužbi. Zbog izgubljenog vremena u pritvoru, Gustafson je kao odštetu dobio 44 900 evra. 

## Spoljašnje veze
- Court finds Gustafsson not guilty of 1960 Bodom Lake triple murder (језик: енглески)
- No prosecution appeal in Bodom murder case (језик: енглески)